# Bangul

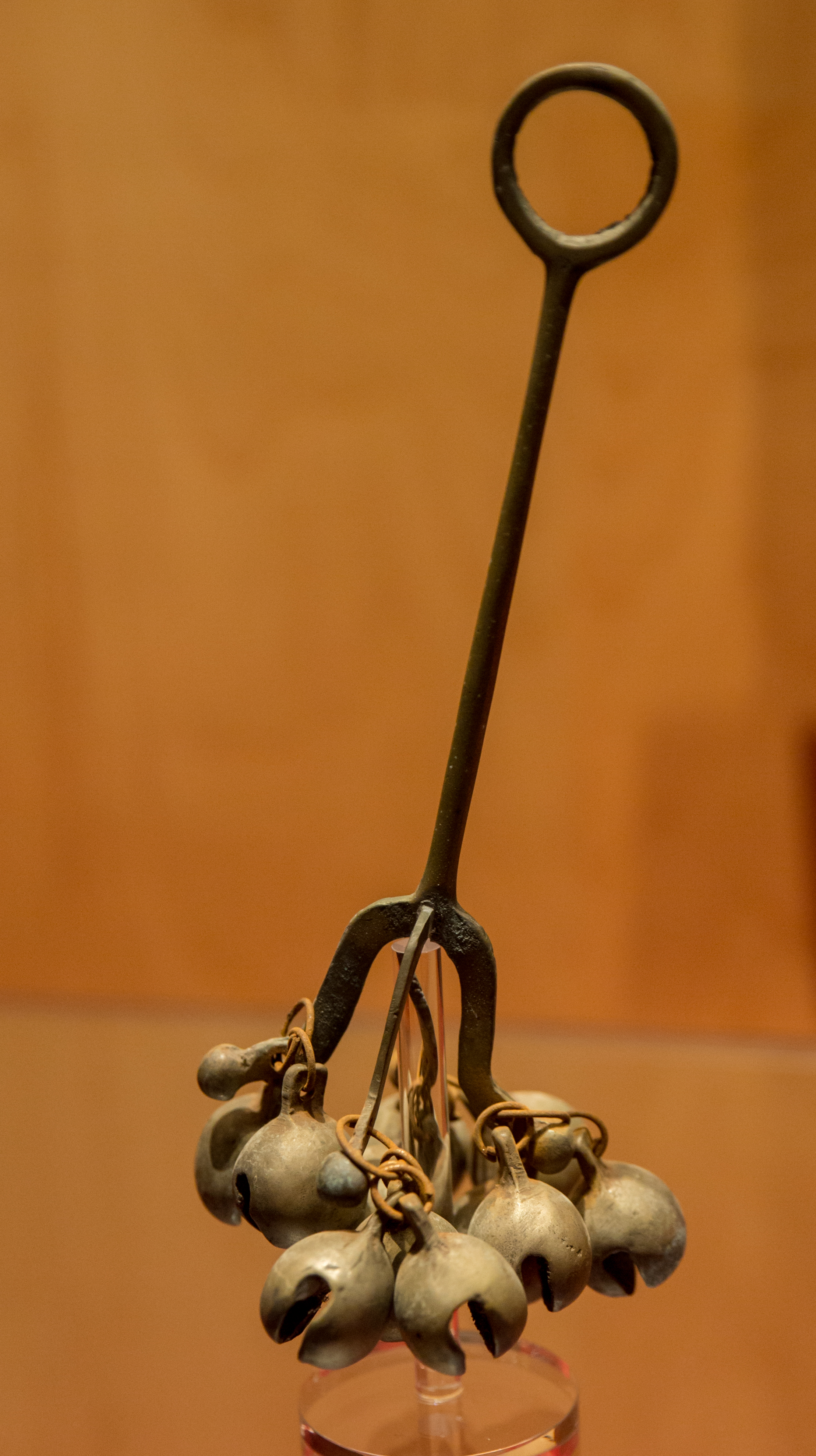
Bangul

El bangul, també anomenat «muryeong», «mudangbangul» o «yoryeong», és un instrument de percussió de Corea.
El bangul consisteix en un conjunt de picarols que té un paper important en els ritus xamànics. Té la funció de símbol de l'estatus i la funció del xaman dins la cerimònia.
Normalment consta de set petites campanes o picarols enllaçats a un mànec.